# El Cañavate

Ermita de la virgen de Trascastillo

El Cañavate es un municipio español de la provincia de Cuenca, en la comunidad autónoma de Castilla-La Mancha. Tiene un altitud de 750 m s. n. m. y un término de 36,10 km². Tenía una población de 155 habitantes (INE 2016). Se encuentra a 175 km de Madrid y a 83 km de la capital provincial.

## Geografía

### Ubicación
Está ubicado al sur de la provincia, en la comarca de la Mancha Alta y en el partido judicial de San Clemente.
Se encuentra a menos de seis kilómetros de Atalaya del Cañavate, es decir, muy cerca del km. 175, justo en el importante nudo de la autovía del Este (Autovía del Este, Madrid-Valencia) con la autovía de Alicante o A-31 (que se dirige hacia Albacete y Alicante) y la Autovía Extremadura - Comunidad Valenciana o A-43 (que se dirige hacia Ciudad Real y Mérida).

### Hidrografía
Está atravesado por el río Rus, que desemboca en el Záncara y éste a su vez en el Guadiana.

## Demografía
El Cañavate cuenta con una población de 128 habitantes (INE 2024).
| Gráfica de evolución demográfica de El Cañavate entre 1842 y 2021                                                                                             |
| |
| Población de derecho según los censos de población del INE Población de hecho según los censos de población del INEEn este censo se denominaba Cañavate: 1842 |

## Administración
| Periodo   | Nombre                   | Partido |
| --------- | ------------------------ | ------- |
| 1983-1987 | Francisco Blasco López   | PSOE    |
| 1987-1991 | Francisco Blasco López   | PSOE    |
| 1991-1995 | Francisco Blasco López   | PSOE    |
| 1995-1999 | Francisco Blasco López   | PSOE    |
| 1999-2003 | Francisco Blasco López   | PSOE    |
| 2003-2007 | Francisco Blasco López   | PSOE    |
| 2007-2011 | Manuela Herráiz Escudero | PSOE    |
| 2011-2015 | Manuela Herráiz Escudero | PSOE    |
| 2015-2019 | Manuela Herráiz Escudero | PSOE    |
| 2019-2023 | Rosa María Moya Aragón   | PP      |

## Fiestas
Tradicionalmente las fiestas se celebraban los días 7, 8, 9 y 10 de septiembre para hacerlas coincidir con la Natividad de Nuestra Señora. El año 2014, mediante una votación democrática, se hizo un cambio tras el cual las fiestas patronales se realizan el fin de semana  más cercano al día 7(viernes, sábado, domingo y lunes) que comienza con la Coronación de la Reina y su Corte de Honor, seguidamente del pregón de las fiestas y la tradicional bajada de la Virgen desde su ermita por lo alto del cerro. La cual el domingo a las 10:00 h. se sube a su ermita en la que se realiza la subasta.